# Marie Kießling

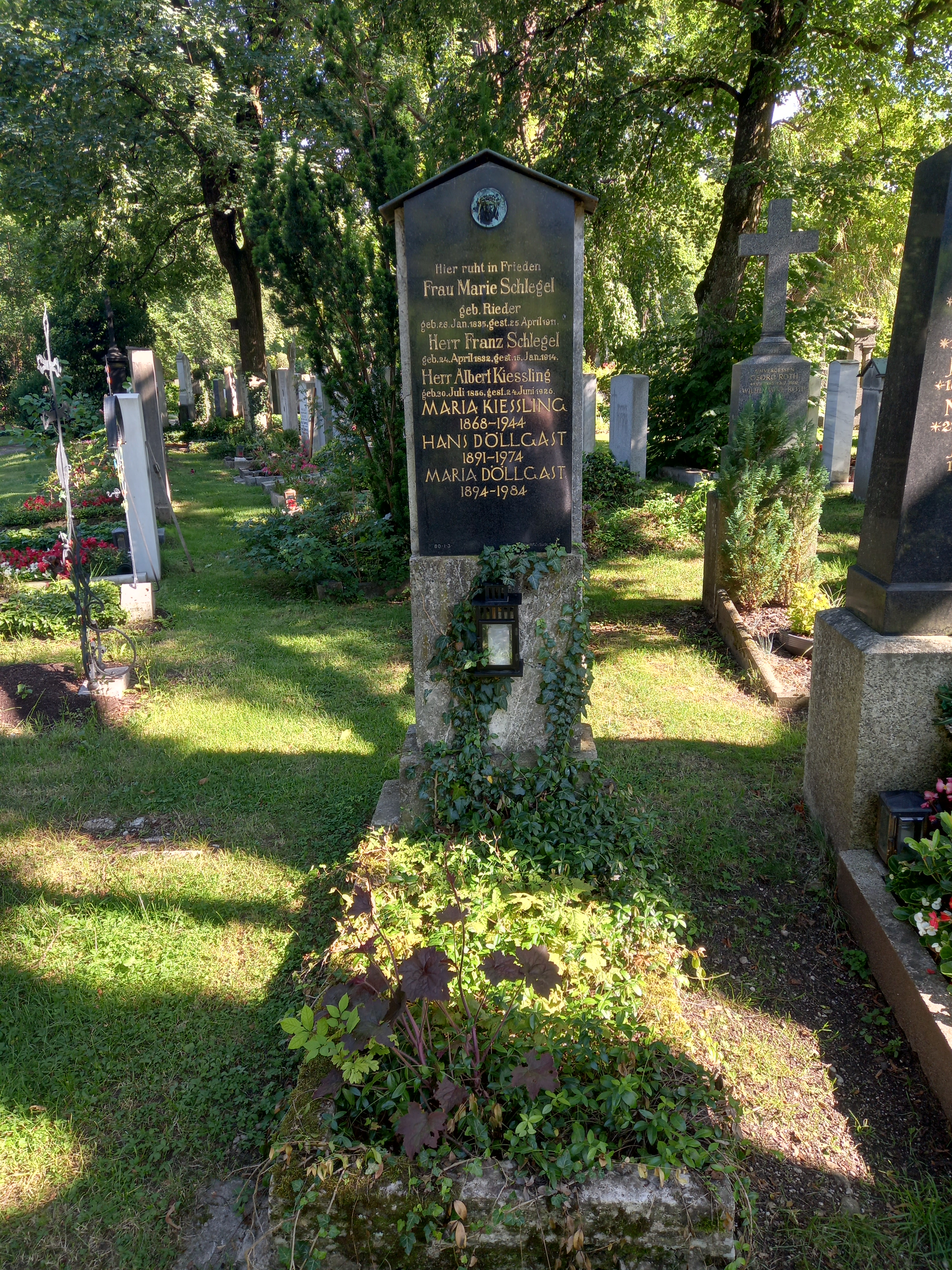
Das Grab von Marie Kießling und ihrem Ehemann Hans Döllgast im Familiengrab auf dem Ostfriedhof (München)

Marie Kießling (Maria Babette Kießling; * 4. Februar 1894 in München; † 6. September 1984 in Krailling) war die einzige deutsche Leichtathletin, der es gelang, alle ausgerichteten Wettbewerbe bei einer Austragung der deutschen Meisterschaften zu gewinnen.

## Karriere
1920 wurden in Dresden von der Deutschen Sportbehörde für Leichtathletik, der Vorgängerorganisation des Deutschen Leichtathletik-Verbandes, erstmals Meisterschaften für Frauen ausgerichtet. Auf dem Programm standen der 100-Meter-Lauf, der Weitsprung, das Kugelstoßen und die 4-mal-100-Meter-Staffel. Marie Kießling gewann alle vier Meistertitel.
- 100-Meter-Lauf in 13,0 s
- Weitsprung mit 5,24 m
- Kugelstoßen mit 8,31 m
- 4-mal-100-Meter-Staffel des TSV 1860 München mit Zenta Bauer, Maria Rädler, Emma Heiß und Marie Kießling in 53,0 s

1921 in Hamburg trat Marie Kießling im Kugelstoßen nicht an, verteidigte aber die anderen drei Meistertitel, wobei in der Staffel die gleichen vier Läuferinnen wie 1920 am Start waren. Danach beendete sie ihre Karriere.
Marie Kießling war verheiratet mit dem Architekten Hans Döllgast. Zehn Jahre nach ihrem Mann starb die Pionierin der Deutschen Frauenleichtathletik im Alter von 90 Jahren.

## Weltrekorde
Offizielle Weltrekorde für Frauen wurden von der IAAF erst ab 1928 geführt. Von 1922 bis 1928 wurden Weltrekorde vom Internationalen Frauenverband (FSFI) geführt. In diesen Listen taucht Marie Kießling nicht auf, weil Deutschland nach dem Ersten Weltkrieg noch nicht Mitglied der internationalen Verbände war. Ihre besten Leistungen wären aber Weltrekorde gewesen.
- 100-Meter-Lauf: Marie Kießling lief am 21. August 1921 bei den Deutschen Meisterschaften in Hamburg 12,8 s. Diese Leistung wurde von der Britin Mary Lines 1922 eingestellt. Die Deutsche Emmi Haux lief 1925 als erste Frau schneller, aber diese Leistung wurde nicht als Weltrekord anerkannt. Der erste anerkannte Rekord mit einer schnelleren Zeit als Kießlings Bestzeit gelang 1928 der Japanerin Kinue Hitomi mit 12,2 s.
- Weitsprung: Marie Kießling sprang am 29. Mai 1921 in München 5,54 m. Kinue Hitomi sprang mit 5,75 m 1926 als erste Frau weiter. Diese Leistung wurde von der FSFI aber nicht anerkannt, sodass der Sprung der Britin Muriel Gunn von 5,575 m 1927 der erste Weltrekord war, der über Kießlings Bestmarke lag.
- Staffel: Die Siegeszeit der Staffel des TSV 1860 München am 20. August 1921 in Hamburg von 52,1 s wurde auf den Tag genau ein Jahr später mit 51,4 s von einer britischen Staffel in der Besetzung Mary Lines, Nora Callebout, Daisy Leach und Muriel Porter unterboten.